# Siamaxytes bifurca
Siamaxytes bifurca — вид двопарноногих багатоніжок родини Paradoxosomatidae. Описаний у 2023 році.

## Поширення
Ендемік Таїланду. Поширений в північній частині нагір'я Тенасерім.